# Valmojado
Valmojado è un comune spagnolo di 4 079 abitanti situato nella comunità autonoma di Castiglia-La Mancia.